# Hauptstraße 7 (Kirchheim)

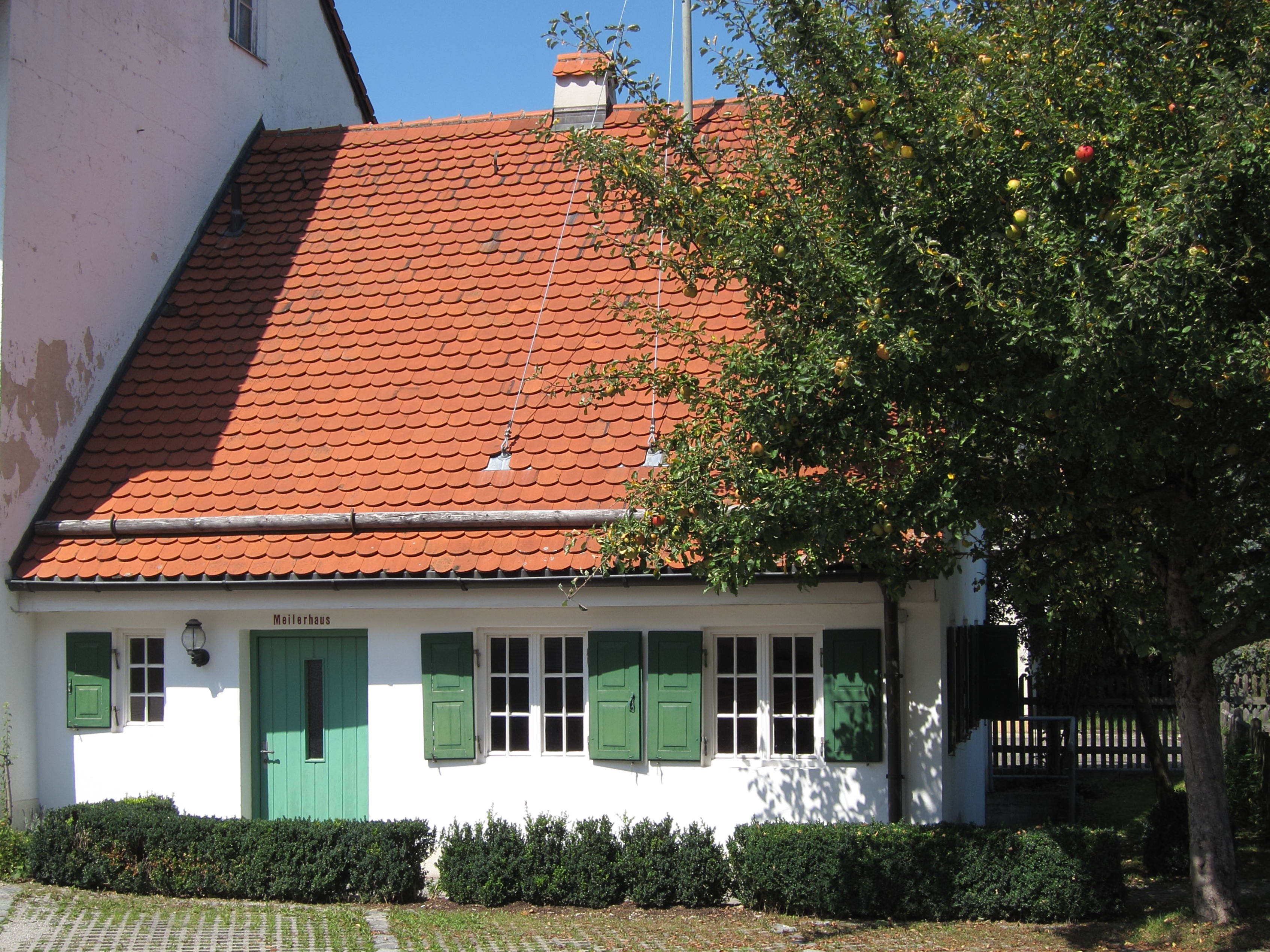
Traufansicht

Das Haus Hauptstraße 7 im Ortsteil Heimstetten der oberbayerischen Gemeinde Kirchheim bei München im Landkreis München ist der Wohnteil eines ehemaligen Bauernhofs. Nach seinem ursprünglichen Besitzer wird das Haus auch Beim Meiler oder Meilerhaus genannt. Das Bauwerk ist als Baudenkmal in die Bayerische Denkmalliste eingetragen.

## Lage und Beschreibung

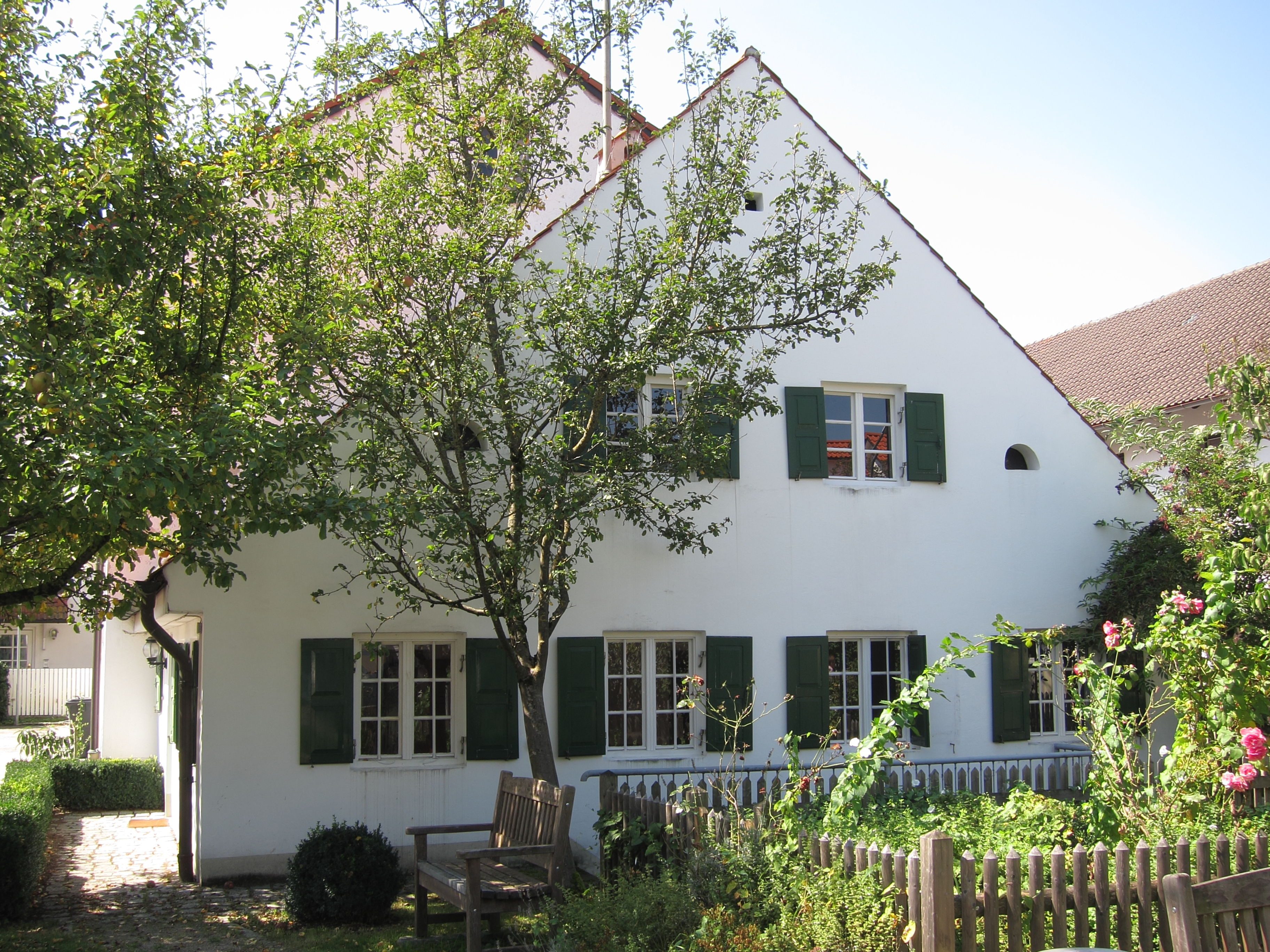
Giebelansicht

Das Haus liegt an der Hauptstraße in Heimstetten etwa 120 Meter nördlich der Kapelle St. Ulrich an der Einmündung der Von-Pienzenauer-Straße. Der noch erhaltene Wohnteil des ehemaligen Bauernhofs hat eine Länge von etwa 7 Metern und eine Breite von etwa 10 Metern. Er ist eingeschossig und trägt ein Satteldach. Die Giebelseite zeigt nach Osten zur Hauptstraße, die südliche Traufseite zur Von-Pienzenauer-Straße.

## Geschichte
Der Bauernhof wurde in der Mitte des 19. Jahrhunderts errichtet. In den 1950er Jahren erwarb die damals noch selbständige Gemeinde Heimstetten den Hof. Der Wirtschaftsteil mit Stall und Scheune wurden abgerissen. An deren Stelle wurde an das erhalten gebliebene Wohnhaus ein Mehrzweckgebäude errichtet. Das Erdgeschoss diente zunächst als Feuerwehrhaus, das Obergeschoss als Rathaus. Nach der Eingemeindung Heimstettens 1978 nach Kirchheim nutzte die Freiwillige Feuerwehr auch das Obergeschoss. 2000 zog die Feuerwehr in ein neues Gebäude um. Das Meilerhaus wurde danach zum Treffpunkt für Vereine und Veranstaltungsort der Volkshochschule und für Ausstellungen.